# Ukrainisch Orthodoxe St. Petrus und Paulus Kirche in München-Ludwigsfeld

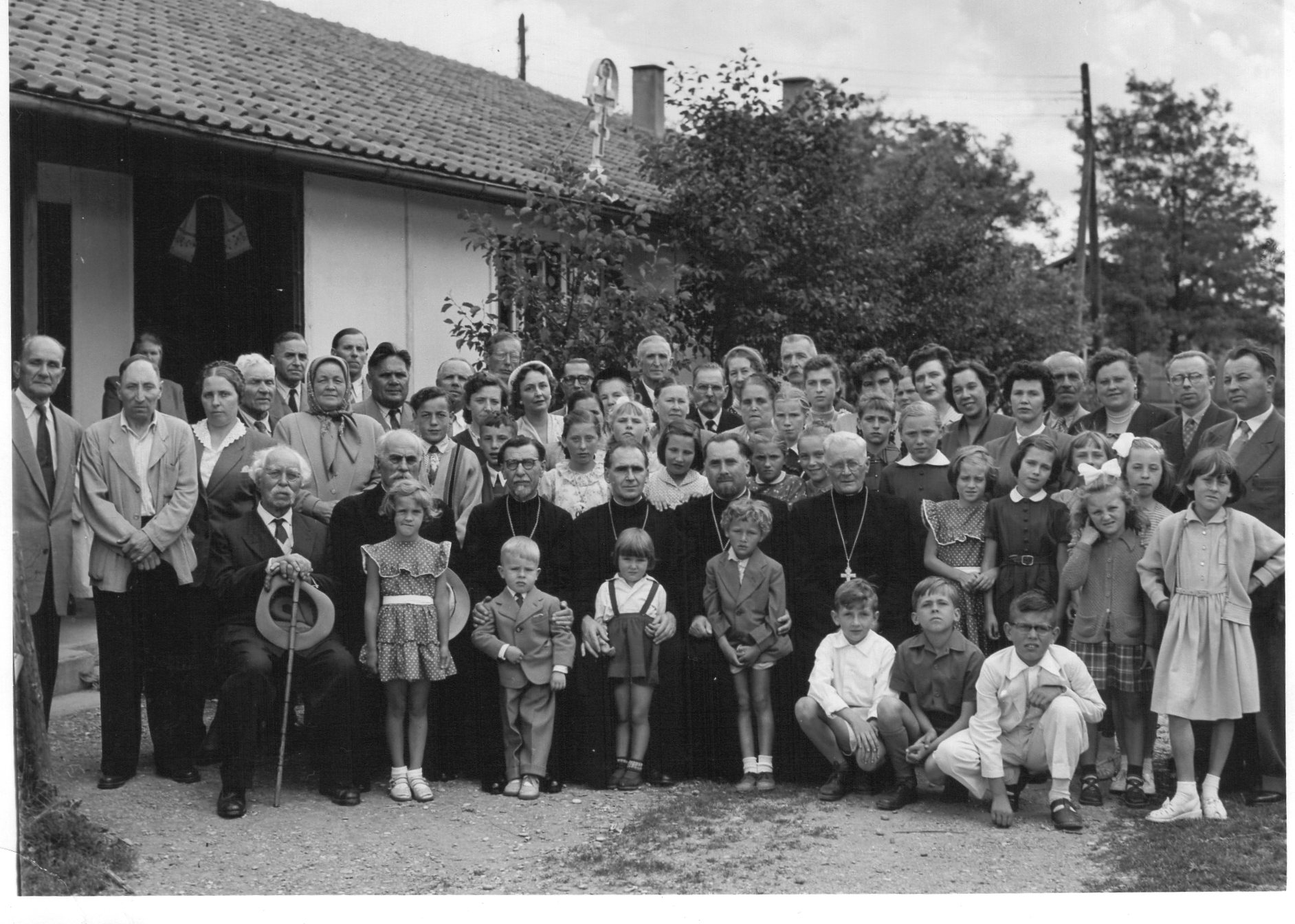
Die Kirchengemeinde in den 1950er Jahren

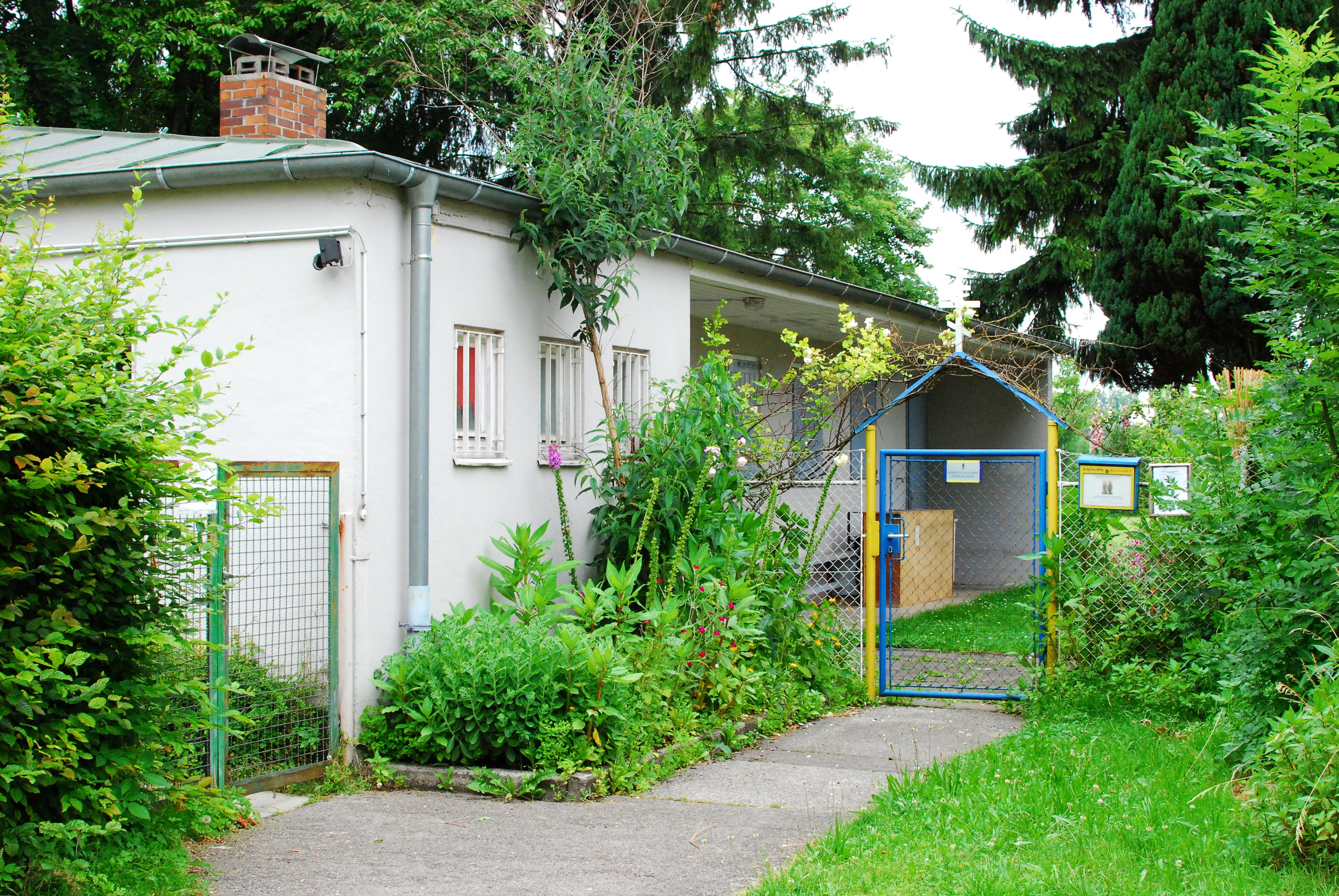
Das Kirchengebäude im Jahr 2012

Die Ukrainische orthodoxe Gemeinde der hll. Apostelfürsten Petrus und Paulus in der zum Münchener Stadtbezirk Feldmoching-Hasenbergl liegenden Siedlung Ludwigsfeld gehört der Ukrainischen Autokephalen Orthodoxen Kirche in der Diaspora an, welche dem Ökumenischen Patriarchen von Konstantinopel unterstellt ist.

## Geschichte
In der Ukraine erfolgte im Zuge der Sowjetherrschaft eine Unterdrückung der Kirche, weshalb viele Christen mitsamt einem Teil ihrer Geistlichen u. a. ins deutsche Exil gingen. Nach der Gründung karitativer ukrainischer Institutionen wie Schulen oder Bibliotheken erfolgte die Gründung von Kirchengemeinden. Da in Deutschland bereits Geistliche aus der Ukraine lebten, erleichterte dies deren Gründung. Zunächst wurden die Gottesdienste in Flüchtlingslagern gehalten. Mit der Auswanderung vieler Flüchtlinge und Zwangsarbeiter nach Großbritannien, Kanada und in die USA wurden die Lager aufgelöst und die bleibenden Flüchtlinge zogen in für Emigranten errichtete Siedlungen wie beispielsweise Ludwigsfeld.
Damit wurden auch die gegründeten Kirchengemeinden umgesiedelt, in Ludwigsfeld in eine leer stehende Baracke. In Ludwigsfeld befindet sich die Gemeinde der Hl. Apostel Petrus und Paulus seit 1968 in der Granatstraße 1.
Die Kirchengemeinde wurde am Anfang von Pfarrer Alexander Simonowicz geleitet, anschließend von Pfarrer Paladi Dubitsky, der über 40 Jahre und bis zum Jahr 1998 als Gemeindevorstand in Ludwigsfeld tätig war. Seit 1998 hat Pfarrer Valentin Smoktunowicz diese Aufgabe übernommen.
Am 22. Juli 2007 besuchte der ukrainische Präsident Viktor Juschtschenko die St.-Petrus-und-Paulus-Kirche.
Regelmäßig finden Gottesdienste statt. Das größte Fest für die Gemeinde ist das Patroniumsfest am 12. Juli, dem Gedenktag der Apostel Petrus und Paulus.
Die Ukrainische Orthodoxe Kirche hält sich an den Julianischen Kalender, der dem Gregorianischen 13 Tage nachgeht.
Adresse der Kirche: Granatstraße 1, 80995 München.
Gottesdienste finden jeden Samstag um 18 Uhr statt. An großen Feiertagen finden auch Hl. Liturgien statt.